# Le Cuirassé Sebastopol
Pour plus de détails, voir Fiche technique et Distribution.
Le Cuirassé Sebastopol (titre alternatif : Le Croiseur Sebastopol; titre original : Panzerkreuzer Sebastopol: "Weiße Sklaven" ) est un film allemand réalisé par Karl Anton, sorti en 1937.
Ce film de propagande anti-soviétique réalisé pendant la période nazie et se déroulant pendant la révolution russe se voulait une réponse au Cuirassé Potemkine de Sergueï Eisenstein. Il est téléchargeable sur Internet Archive.

## Synopsis
Russie, 1917. Dans le pays comme à Saint-Pétersbourg, on se prépare au soulèvement révolutionnaire. Tout semble calme, autant au plus profond du pays que dans les mers. Un croiseur cuirassé accoste à Sébastopol, les jeunes officiers ont hâte de toucher terre, la plupart d'entre eux ont envie après de longues semaines en mer d'aller voir les filles. Le pont du navire devient une piste de danse.
Tandis qu'on se détend avec entrain, les révolutionnaires préparent un coup. Derrière Boris, le majordome servile du gouverneur, se cache leur meneur. Lorsque le mot de passe "Les invités sont là!" est prononcé, les révolutionnaires agissent. Les marins du croiseur prennent leurs armes et les dirigent vers les innocents invités. Bientôt ils prennent possession des canons et les braquent vers la ville.
Pas pour longtemps, car Sébastopol tombe entre les mains des révolutionnaires rouges. C'est le bain de sang, ils pillent, tuent et célèbrent leur victoire dans le palais du gouverneur. Celui-ci est fait prisonnier, est humilié et battu dans une arrière-salle, cependant il est épargné d'être fusillé avec l'aide de sa fille. Mais elle ne pense qu'à son amant qui est avec les révolutionnaires.
L'ancien majordome et actuel nouveau commissaire soviétique aime la fille du gouverneur qui a disparu avant sa promulgation. Même au pouvoir, il ne renonce à son amour. Elle doit se livrer à lui si elle veut éviter à ses proches la haine et la vengeance des révolutionnaires.

## Fiche technique
- Titre: Le Cuirassé Sébastopol
- Titre alternatif : Le Croiseur Sébastopol[2]
- Titre original : Panzerkreuzer Sebastopol: "Weiße Sklaven"
- Réalisation : Karl Anton assisté d'Alfred Stöger
- Scénario : Karl Anton, Felix von Eckardt (de), Arthur Pohl (de)
- Photographie : Herbert Körner (de)
- Montage : Ludolf Grisebach
- Musique : Peter Kreuder, Friedrich Schröder
- Direction artistique : Bruno Lutz, Erich Zander (de)
- Son : Emil Specht
- Producteur : Frank Clifford (de)
- Sociétés de production : Lloyd Film, Sascha-Verleih, Tobis-Tonbild-Syndikat
- Pays de production :  Reich allemand
- Métrage: 3 034 mètres,
- Format : Noir et blanc — 35 mm — 1,37:1 — Son : Mono
- Genre : Film dramatique, Film de guerre, Film de propagande
- Durée : 111 minutes
- Dates de sortie : 
  - Troisième Reich : 5 janvier 1937
  - États-Unis : 30 juillet 1937
  - France : 1er novembre 1941
- Affiche : René Péron (France)

## Distribution
- Theodor Loos: Le gouverneur
- Camilla Horn: Marija, sa fille
- Gabriele Hoffmann : Anastasia, sa femme
- Werner Hinz: Boris, son majordome
- Agnes Straub: Sinaida, logeuse de « filles du port »
- Karl John: Comte Wolgoff
- Fritz Kampers: Iwan, son fils
- Hans Stiebner: Un commissaire soviétique
- Herbert Spalke : Kurloff
- Alexander Engel: Turbin
- Willi Schur (de): Nikitin
- Werner Pledath (de): Panin
- Albert Florath: Le médecin
- Karl Meixner (de) : Le bourreau
- Arthur Reinhardt (de): Un réfugié
- Tatjana Sais: La chanteuse
- Wilhelm Paul Krüger (de): Un homme ivre
- Rio Nobile (de): Un officier
- Fred Goebel (de): Un marin

## À noter
- Le tournage extérieur a lieu en Yougoslavie (Split) et sur le croiseur blindé Dubrovnik.

Le film présenté comme le "meilleur film documentaire sur la révolution de Kerenski" est un succès. Il est présent dans les salles jusqu'en août 1939 et retiré après la signature du Pacte germano-soviétique. Après l'opération Barbarossa, le film revient sous le nom de "Rote Bestien" (Les Bêtes rouges).

## Bande originale
- Wenn die Sonne hinter den Dächern versinkt (paroles : Peter Kreuder; musique : Günther Schwenn); interprète : Camilla Horn
- Was du mir erzählt hast von Liebe und Treu' (Nitchevo) (musique : Peter Kreuder; paroles : Hans Fritz Beckmann (de); interprète : Camilla Horn)